# Y An
Y An (tiếng Trung:依安县, Hán Việt: Y An huyện) là một huyện của địa cấp thị Tề Tề Cáp Nhĩ, tỉnh Hắc Long Giang, Cộng hòa Nhân dân Trung Hoa. Huyện này có diện tích 3780 km2, dân số 490.000 người, mã bưu chính 161500, trụ sở chính quyền huyện đóng ở trấn Y An. Về mặt hành chính, Y An được chia thành các đơn vị gồm 5 trấn (Y An, Y Long, Song Dương, Tam Hưng, Trung tâm), 13 hương (Phú Nhiêu, Giải Phóng, Dương Xuân, Tân Phát, Thái Đông, Thượng Du, Hồng Tinh, Tiên Phong, Tân Truân, Hướng Tiền, Tân Hưng, Khánh Phong, Hướng Dương).